# 20'erne f.Kr.
Århundreder: 2. århundrede f.Kr. – 1. århundrede f.Kr. – 1. århundrede
Årtier: 70'erne f.Kr. 60'erne f.Kr. 50'erne f.Kr. 40'erne f.Kr. 30'erne f.Kr. – 20'erne f.Kr. – 10'erne f.Kr. 00'erne f.Kr. 00'erne 10'erne 20'erne
År: 29 f.Kr. 28 f.Kr. 27 f.Kr. 26 f.Kr. 25 f.Kr. 24 f.Kr. 23 f.Kr. 22 f.Kr. 21 f.Kr. 20 f.Kr.